# Метак са игленим паљењем
Метак са игленим паљењем (енгл. Pinfire cartridge), метак са клинчићем или Лефошеов метак, најранија врста сједињеног метка са металном чахуром, која се користила кратко време средином 19. века.

## Карактеристике
Метак са игленим паљењем патентирао је 1835. године француски пушкар Казимир Лефоше (1802-1852). Први сједињени метак са металном чахуром у свету, Лефошеов метак имао је месингану чахуру са капислом на ивици дна, на коју се предњим крајем наслањала месингана игла (клинчић) нормална на осу метка, чији је задњи крај вирио из бочног зида чахуре (при самом дну) за око 5 мм. Ова муниција користила се у Француској од 1835. за пиштоље бибернике и ловачке пушке острагуше (које су се преламале у средини, отварајући тако барутну комору на дну цеви) - метак би се убацио у цев тако да игла чахуре вири кроз прорез на горњем зиду барутне коморе, и каписла се активирала ударцем ороза по игли метка. Од 1852. почела је производња револвера са муницијом овог типа (револвери типа Лефоше), који су коришћени у Кримском рату (1853-1856). Међутим, већ 1857. америчка компанија Смит и Весон патентирала је ефикасније метке са ивичним паљењем, а у Европи су Едвард Боксер и Хирам Бердан 1866-1868. патентирали још ефикасније метке са централним паљењем, који су убрзо заменили муницију типа Лефоше.